# NGC 3100
NGC 3100 este o galaxie lenticulară situată în constelația Mașina Pneumatică. A fost descoperită în 16 februarie 1836 de către John Herschel. Se află la o distanță de 36,15 de megaparseci de Pământ.